# Sostiene Pereira (película)
Sostiene Pereira (Pereira prétend en francés, Afirma Pereira en Portugal y Páginas da revolução en Brasil) es una película dramática italiana dirigida por Roberto Faenza que vio la luz en el año 1995. Está basada en la novela Sostiene Pereira de Antonio Tabucchi. 
Marcello Mastroianni ganó el David di Donatello como mejor actor.

## Argumento
En Lisboa, durante la dictadura de António de Oliveira Salazar, Pereira (Marcello Mastroianni) es un periodista que trabaja en la sección cultural de un periódico. Es en ese momento que descubre el auténtico lado oscuro del régimen cuando conoce y ayuda a un  joven antifascista, Monteiro Rossi (Stefano Dionisi).

## Reparto
- Marcello Mastroianni - Pereira
- Joaquim de Almeida - Manuel
- Daniel Auteuil - Dr. Cardoso
- Stefano Dionisi - Monteiro Rossi
- Nicoletta Braschi - Marta
- Marthe Keller - Señora Delgado
- Teresa Madruga - Portiera
- Nicolau Breyner - Padre António
- Filipe Ferrer - Silva
- João Grosso - Jefe policial
- Mário Viegas - Editor de diario
- Manuela Cassola
- Fátima Marques
- Rui Otero
- Pedro Efe